# Doris Schröder-Köpf
Doris Maria Schröder-Köpf z domu Köpf (ur. 5 sierpnia 1963 w Neuburg an der Donau) – niemiecka polityk i dziennikarka, deputowana do landtagu Dolnej Saksonii (od 2013), pełnomocnik rządu Dolnej Saksonii ds. migracji i integracji (2013-2022).
Była żoną kanclerza Gerharda Schrödera.

## Życiorys
Dzieciństwo spędziła w Tagmersheim. Po maturze w 1982 roku rozpoczęła pracę w redakcji dziennika Augsburger Allgemeine. Od 1987 roku współpracowała jako korespondentka parlamentarna z dziennikiem Bild. Od 1992 roku redaktor w dziale polityki krajowej magazynu Focus.
W 1997 roku wstąpiła do Socjaldemokratycznej Partii Niemiec (SPD). W latach urzędowania jej męża jako kanclerza (1998-2005) udzielała się charytatywnie, wspierając działania licznych organizacji społecznych i fundacji.

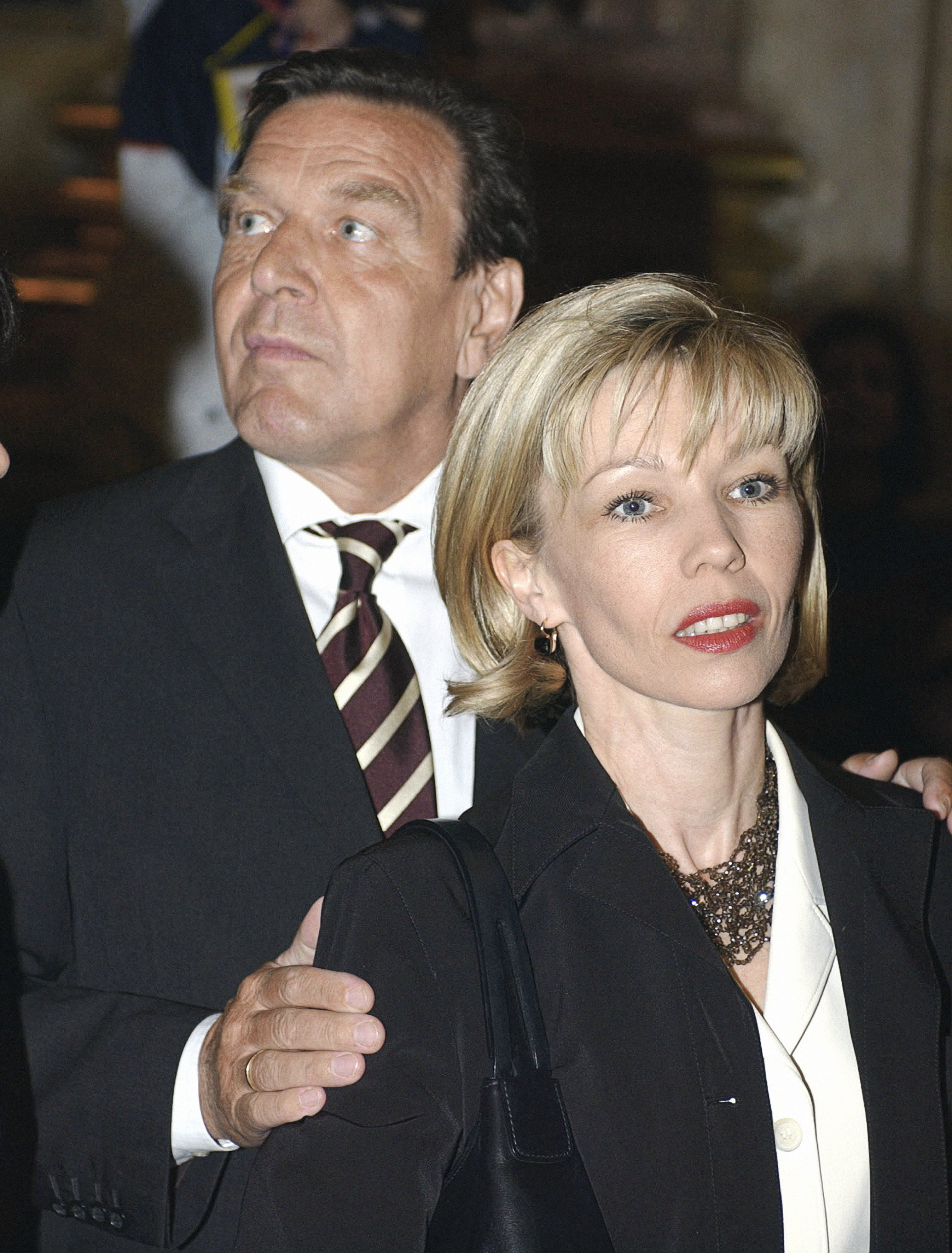
Gerhard i Doris Schröder podczas wizyty w Sankt Petersburgu (2003)

W 2009 i 2017 roku SPD nominowała ją w skład Zgromadzenia Federalnego, wybierającego prezydenta Republiki Federalnej.
W 2012 roku zgłosiła chęć kandydowania w wyborach landowych w Dolnej Saksonii. W wyborach w 2013, 2017 i 2022 roku uzyskiwała mandat posłanki do dolnosaksońskiego landtagu. 16 kwietnia 2013 roku powołana na stanowisko pełnomocnika rządu Dolnej Saksonii ds. migracji i integracji, sprawując tę funkcję do 4 listopada 2022 roku.

## Życie prywatne
Od 1990 do 1992 roku jej partnerem był korespondent ARD Sven Kuntze, z którym ma córkę Klarę (ur. 1991).
Od 1997 roku do rozwodu w 2018 jej mężem był kanclerz Gerhard Schröder. Para adoptowała dwoje dzieci z domu dziecka w Sankt Petersburgu. W latach 2016–2021 jej partnerem był polityk SPD i minister obrony Boris Pistorius.